# Камино-аль-Тальяменто
Камино-аль-Тальяменто (итал. Camino al Tagliamento) — коммуна в Италии, располагается в регионе Фриули-Венеция-Джулия, в провинции Удине.
Население составляет 1675 человек (2008 г.), плотность населения составляет 74 чел./км². Занимает площадь 23 км². Почтовый индекс — 33030. Телефонный код — 0432.
Покровителем коммуны почитается святой Валентин Интерамнский. Праздник ежегодно празднуется 14 февраля.

## Демография
Динамика населения:

## Администрация коммуны
- Официальный сайт: http://www.comune.caminoaltagliamento.ud.it/ Архивная копия от 18 марта 2010 на Wayback Machine